# 1026 w polityce

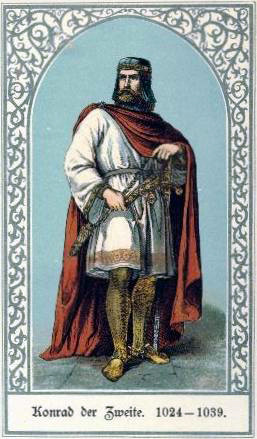
Konrad II Salicki

Wydarzenia polityczne w 1026 roku.

## Wydarzenia
- Konrad II Salicki[1] zostaje koronowany na króla Włoch[2].
- Książę Kazimierz Karol został posłany na naukę do Krakowa (szkoła przykatedralna)[3] lub do Niemiec[4].